# 200P/Ларсена
Комета Ларсена 1 (200P/Larsen) — короткопериодическая комета из семейства Юпитера, которая была обнаружена 3 ноября 1997 года американским астрономом Джеффри Ларсеном с помощью 0,91-м телескопа системы обсерватории Китт-Пик. Он описал её как диффузный объект 16,6 m звёздной величины с небольшой комой в 14" угловых секунд и конденсацией в центре яркостью 19,2 m, а также хвостом, протянувшимся на 0,89' угловых минут. Максимальная яркость кометы в это приближение составила 15,5 m звёздной величины. Комета обладает сравнительно коротким периодом обращения вокруг Солнца — чуть более 10,8 года.

Орбита кометы Ларсена 1 и её положение в Солнечной системе

## История наблюдений
Первая параболическая орбита была опубликована 5 ноября Дэниелом У. Э. Грином на основании 35 позиций, полученных в период с 3 по 5 ноября, согласно этим расчётам комета прошла точку перигелия 1 февраля 1997 года на расстоянии 1,92 а. е. Низкий наклон орбиты в 14° побудил Грина предположить, что комета может иметь короткопериодическую орбиту. К 12 ноября другой британский астроном Брайан Марсден, основываясь на 113 позициях, полученных в период с 3 по 9 ноября, рассчитал первую эллиптическую орбиту кометы, согласно которой комета должна была пройти перигелий 16 августа на расстоянии 3,286 а. е. и иметь период обращения 10,8 года. Таким образом, комета была обнаружена уже после прохождения перигелия и поступенно удалялась от Солнца и Земли, становясь всё слабее. Из-за большого значения перигелия затухание происходило достаточно медленно, — в последний раз её наблюдали 19 февраля 1998 года в Модраской обсерватории с магнитудой 16,9 m. 
После прекращения наблюдений Патрик Роше и Кэндзи Мураока независимо друг от друга произвели уточнение орбиты кометы, использую 264 и 258 позиций, полученных за один и тот же период с 3 ноября 1997 года по 19 февраля 1998 года. Результаты их расчётов оказались во многом схожими, — дата перигелия определялась 15 сентября 1997 года, а расстояние в 3,293 а. е. Различались только значения периодов обращения: в одном случае 10,958 года, в другом — 10,955 года.
Комета была восстановлена 9 июня 2008 года американским астрономом Джеймсом Скотти в обсерватории Китт-Пик в виде звёздоподобного объекта 20,2 m звёздной величины.

### Сближения с планетами
Орбита комета довольно стабильна и проходит далеко от крупных планет, поэтому в XX веке комета лишь однажды испытала сравнительно тесное сближение с Юпитером до 0,35 а.е. от Юпитера — 9 февраля 1995 года, но результатом этого сближения стал переход кометы на текущую орбиту, до этого период обращения кометы составлял 13,56 года, а расстояние перигелия 3,95 а. е. Вероятно, именно это изменение орбиты и привело к открытию кометы. В XXI и XXII веках тесных сближений с Юпитером не ожидается.